# Mentchem
Mentchem est un village de la région de l'Ouest du Cameroun, situé dans l'arrondissement de Banwa, département du Haut-Nkam.